# Bierhaus Siechen

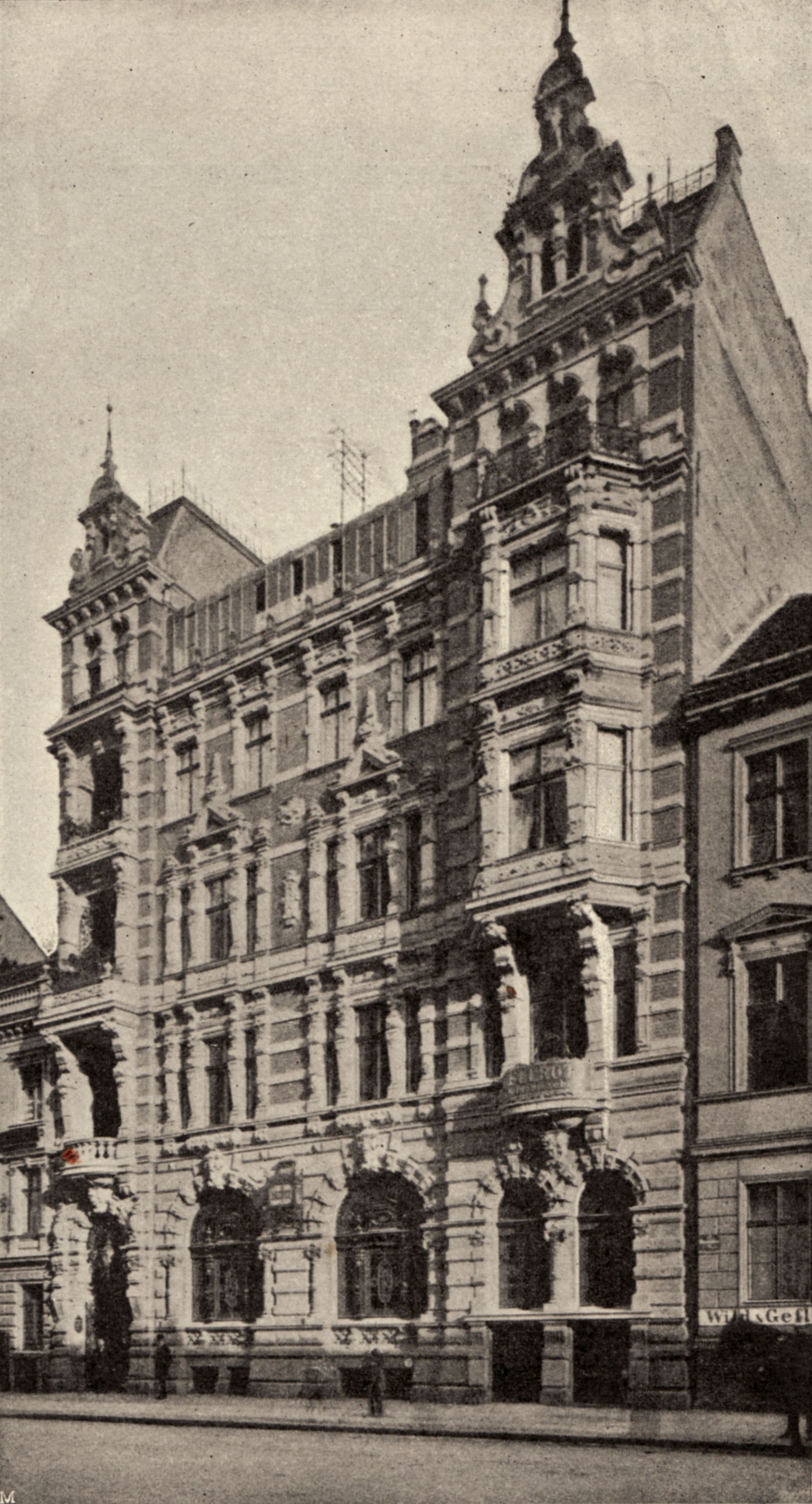
Bierhaus Siechen in der Behrenstraße

Das Bierhaus Siechen war von 1883 bis 1945 ein Bierpalast im Berliner Ortsteil Mitte; zuerst in der Behrenstraße 24 und dann auch von 1911 bis 1920 am Potsdamer Platz.

## Vorgeschichte
Das Siechen hatte Vorgänger in Berlin seit 1845. Das erste Bierhaus in der Neumannsgasse 6 war bei seinen Stammgästen auch als „Die Ewige Lampe“ bekannt. Unter dem gleichen Namen Die ewige Lampe gab der promovierte Gastwirt Carl Siechen und Familie das erste der Berliner satirischen Revolutionsblätter ab dem 26. April 1848 heraus. Die Zeitung erschien ab Januar 1849 wegen ihres Verbots durch General Friedrich von Wrangel unter dem abgewandelten Titel Die ewige Leuchte  und blieb bis 1850 am Markt. Da das Platzangebot für die Gäste bald nicht mehr reichte, zog das Siechen in die Alte Post in der Königstraße, heute: Rathausstraße, Ecke Burgstraße 7 an der Kurfürstenbrücke. Carl Siechen starb 1869 und wurde auf dem St.-Marien- und St.-Nikolai-Friedhof I beerdigt. Sein Sohn Franz Siechen übernahm das Bierhaus, das inzwischen in die Jägerstraße 63 umgezogen war. Es trug nun den Namen der Familie und als Berolinismus den Spitznamen „Siechen-Haus“ (in Anlehnung an ein Siechenhaus). Am 2. April 1875 wurde bei Siechen erstmals in der Reichshauptstadt das Exportbier der Nürnberger Reif-Brauerei verkauft.

## Bierhaus Siechen in der Behrenstraße
Am 18. Oktober 1883 eröffnete das neue von dem Architekten Armin Wegner konzipierte historistische Haus Siechen in der Behrenstraße 24 unweit der Friedrichstraße. Das Standardwerk Berlin und seine Bauten lobte den Neubau 1896 als „eine für ihre Zeit vortreffliche Leistung“ und verweist speziell auf die innovativen, für die Kneipenräume wichtigen Entlüftungseinrichtungen. Die Abluft wurde ohne störenden Zug durch Öffnungen in der Deckenvoute abgesaugt.
Die Lage in der Behrenstraße in Berlin-Mitte und der gute Ruf machten es im Laufe der Zeit zum Ort von weit über 100 Stammtischen für Diplomaten, Künstler, Offiziere, Gelehrte, Korporierte, Politiker und Beamte. Theodor Fontane erwähnt das Siechen im 35. Kapitel des 1896 erschienenen Buchs Effi Briest: „Drei Seidel beruhigen jedesmal.“ Der Dichter Ringelnatz lässt in seinem 1924 entstanden Gedicht Noctambulatio den Charakter des Siechen als Treffpunkt des gehobenen Bürgertums deutlich werden.
Das Haus in der Behrenstraße bestand bis in den Zweiten Weltkrieg und wurde erst am 2. Mai 1945 zerstört.

## Bierhaus Siechen am Potsdamer Platz

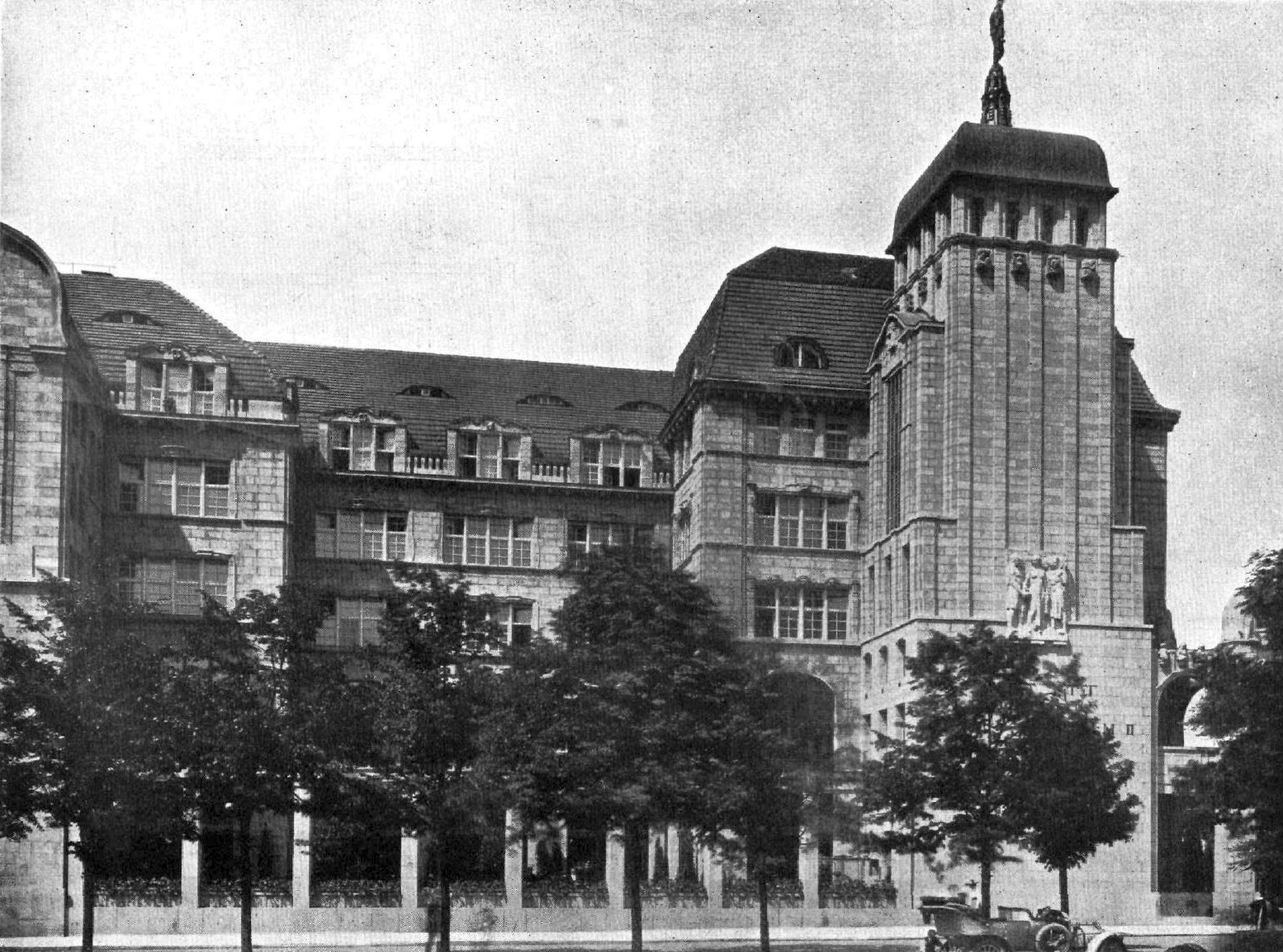
Bierpalast Siechen am Potsdamer Platz 1911

Die Familie ließ in den Jahren 1909/1910 als weiteres Haus den von dem Architekten Johann Emil Schaudt entworfenen Bierpalast auf dem Grundstück Potsdamer Platz 3 errichten, der ebenfalls unter dem Namen Bierhaus Siechen im Jahr 1910 eröffnet wurde. Die Gasträume befanden sich im Erdgeschoss und im ersten Obergeschoss.
In diesem großen Gebäude war das Bierhaus Siechen letztmals im Berliner Adressbuch 1920 verzeichnet. Ab dem Berliner Adressbuch 1921 ist die Gastwirtschaft nur noch im Stammhaus Behrenstraße 23/24 eingetragen. Gleichzeitig ging das Eigentum an diesem Haus vom Siechen, M. und Franz, C. auf die Potsdamer Platz Aktiengesellschaft über.
Das Gebäude war anschließend von 1921 bis 1925 an andere Gewerbetreibende und Verbände vermietet.

### Pschorr-Haus am Potsdamer Platz

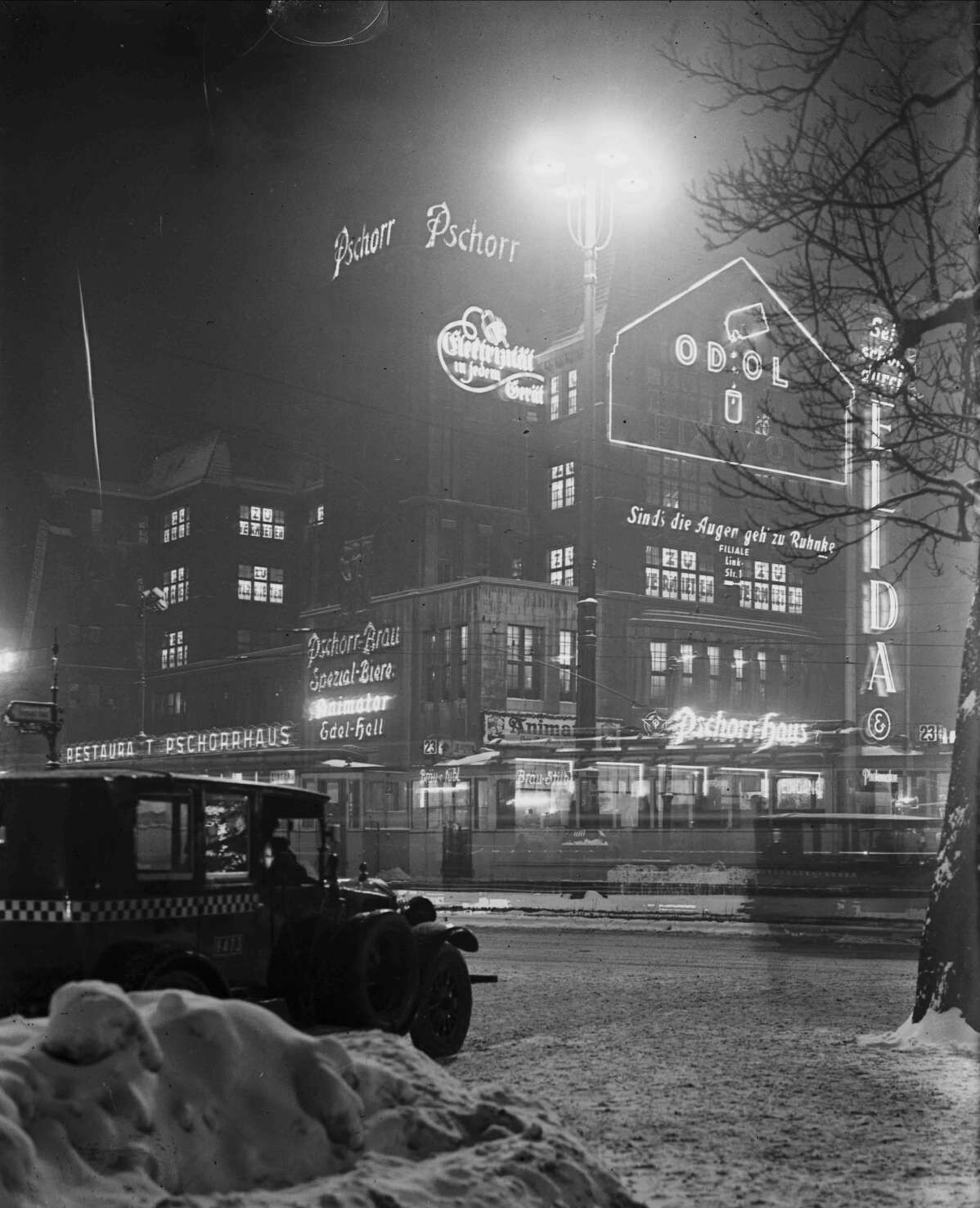
Pschorrhaus mit seiner Lichtreklame, 1928

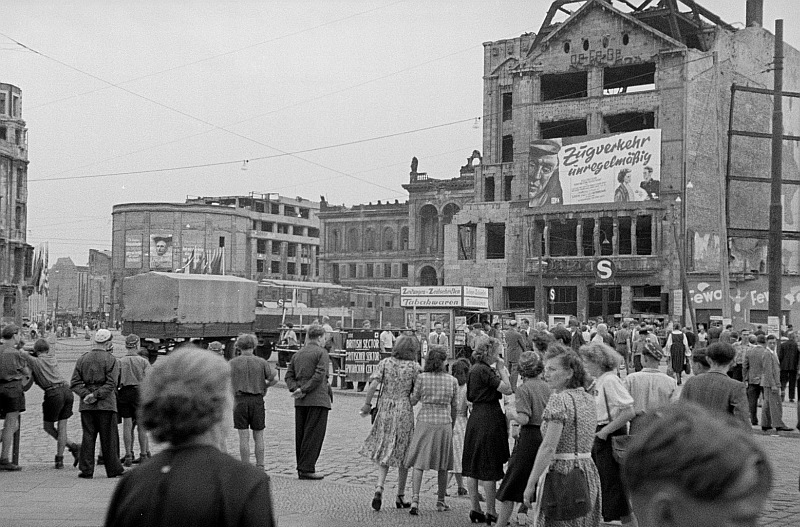
Ruine des Pschorrhauses, 1951

Ab 1925 bis zum Ende des Zweiten Weltkriegs wurde der große von Siechen erbaute Bierpalast am Potsdamer Platz 3 wieder als Schankwirtschaft von den Inhabern Abler, Meifalz und Feitsch unter der Biermarke Pschorr betrieben und ist daher eher als Pschorr-Haus am Potsdamer Platz bekannt. Die Lichtreklamen am Pschorr-Haus prägten das Bild des Potsdamer Platzes der 1920er und 1930er Jahre.
Das Pschorr-Haus am Potsdamer Platz wurde 1943 bei den Luftangriffen auf Berlin schwer beschädigt und befand sich nach Kriegsende im Britischen Sektor, weil das Grundstück zum Bezirk Tiergarten gehörte. Während der Weltjugendspiele im August 1951 befand sich an der Frontseite des Gebäudes ein großes Plakat, das für den DEFA-Film Zugverkehr unregelmäßig warb, in dem ein Ost-West-Konflikt in der geteilten Stadt thematisiert wurde. Die Ruine des Bierhauses wurde 1952 abgerissen.